# Emilio Pericoli
Emilio Pericoli (Cesenatico, 7 januari 1928 – Savignano sul Rubicone, 9 april 2013) was een Italiaans zanger.
Zijn carrière was eng verbonden met het San Remo Festival: in 1961 coverde hij het winnende liedje Al di là van Betty Curtis, waar hij een internationale hit mee had. In de Verenigde Staten stond hij op 6 in de Billboardhitparade en in het Verenigd Koninkrijk op plaats 30.
Samen met Tony Renis nam hij in 1962 zelf deel aan San Remo met Quando Quando Quando, het lied won niet, maar werd later wel een grote hit.
Ook in 1963 nam hij wederom deel met Renis. Ditmaal won hij met Uno per tutte. Hij mocht zo als Italiaanse deelnemer naar het Eurovisiesongfestival, waar hij derde werd.
1956: Franca Raimondi + Tonina Torrielli · 
1957: Nunzio Gallo · 
1958: Domenico Modugno · 
1959: Domenico Modugno · 
1960: Renato Rascel · 
1961: Betty Curtis · 
1962: Claudio Villa · 
1963: Emilio Pericoli · 
1964: Gigliola Cinquetti · 
1965: Bobby Solo · 
1966: Domenico Modugno · 
1967: Claudio Villa · 
1968: Sergio Endrigo · 
1969: Iva Zanicchi · 
1970: Gianni Morandi · 
1971: Massimo Ranieri · 
1972: Nicola di Bari · 
1973: Massimo Ranieri · 
1974: Gigliola Cinquetti · 
1975: Wess & Dori Ghezzi · 
1976: Al Bano & Romina Power · 
1977: Mia Martini · 
1978: Ricchi e Poveri · 
1979: Matia Bazar · 
1980: Alan Sorrenti · 
1983: Riccardo Fogli · 
1984: Alice & Battiato · 
1985: Al Bano & Romina Power · 
1987: Umberto Tozzi & Raf · 
1988: Luca Barbarossa · 
1989: Anna Oxa & Fausto Leali · 
1990: Toto Cutugno · 
1991: Peppino di Capri · 
1992: Mia Martini · 
1993: Enrico Ruggeri · 
1997: Jalisse · 
2011: Raphael Gualazzi · 
2012: Nina Zilli · 
2013: Marco Mengoni · 
2014: Emma Marrone · 
2015: Il Volo · 
2016: Francesca Michielin · 
2017: Francesco Gabbani · 
2018: Ermal Meta & Fabrizio Moro · 
2019: Mahmood · 
2021: Måneskin · 
2022: Mahmood & Blanco · 
2023: Marco Mengoni · 
2024: Angelina Mango · 
2025: Lucio Corsi
- Biblioteca Nacional de España: XX5603232
- Bibliothèque nationale de France: cb142150385 (data)
- Gemeinsame Normdatei: 134627229
- International Standard Name Identifier: 0000 0000 4482 4483
- Library of Congress Control Number: no2006085817
- MusicBrainz: 7a3126a9-7942-4329-988c-59e85f512454
- Virtual International Authority File: 71150263
- WorldCat: E39PBJrRfpxKGwKWy7DFp8DyVC